# Werner Sundermann
 (juillet 2022).
La mise en forme du texte ne suit pas les recommandations de Wikipédia : il faut le « wikifier ».
Les points d'amélioration suivants sont les cas les plus fréquents :
- Les titres sont pré-formatés par le logiciel. Ils ne sont ni en capitales, ni en gras.
- Le texte ne doit pas être écrit en capitales (les noms de famille non plus), ni en gras, ni en italique, ni en « petit »…
- Le gras n'est utilisé que pour surligner le titre de l'article dans l'introduction, une seule fois.
- L'italique est rarement utilisé : mots en langue étrangère, titres d'œuvres, noms de bateaux, etc.
- Les citations ne sont pas en italique mais en corps de texte normal. Elles sont entourées par des guillemets français : « et ».
- Les listes à puces sont à éviter, des paragraphes rédigés étant largement préférés. Les tableaux sont à réserver à la présentation de données structurées (résultats, etc.).
- Les appels de note de bas de page (petits chiffres en exposant, introduits par l'outil «  Source ») sont à placer entre la fin de phrase et le point final[comme ça].
- Les liens internes (vers d'autres articles de Wikipédia) sont à choisir avec parcimonie. Créez des liens vers des articles approfondissant le sujet. Les termes génériques sans rapport avec le sujet sont à éviter, ainsi que les répétitions de liens vers un même terme.
- Les liens externes sont à placer uniquement dans une section « Liens externes », à la fin de l'article. Ces liens sont à choisir avec parcimonie suivant les règles définies. Si un lien sert de source à l'article, son insertion dans le texte est à faire par les notes de bas de page.
- La présentation des références doit suivre les conventions bibliographiques. Il est recommandé d'utiliser les modèles {{Ouvrage}}, {{Chapitre}}, {{Article}}, {{Lien web}} et/ou {{Bibliographie}}. Le mode d'édition visuel peut mettre en forme automatiquement les références.
- Insérer une infobox (cadre d'informations à droite) n'est pas obligatoire pour parachever la mise en page.

Pour une aide détaillée, merci de consulter Aide:Wikification.
Si vous pensez que ces points ont été résolus, vous pouvez retirer ce bandeau et améliorer la mise en forme d'un autre article.
Pour les articles homonymes, voir Sundermann.
Werner Sundermann, né le 22 décembre 1935 à Thale et mort le 12 octobre 2012 à Berlin, est un philologue et iranologue allemand. Son apport à la philologie iranienne et à la connaissance des langues moyen-iraniennes, ainsi qu'à l'étude du manichéisme est fondamentale. Il a notamment découvert l'étymologie exacte du terme tadjik qui, selon lui, provient d'une prononciation parthe d'un mot arabe Ṭāya (syriaque Ṭayāyē).
Comme il avait refusé d'entrer au Parti socialiste unifié d'Allemagne, il n'a pas pu avancer dans sa carrière pendant une très grande partie de sa vie. Heureusement, György Hazai l'a recruté au Turfanforschung, à Berlin. En 1992 il fut fait professeur honoraire à l'Université Libre de Berlin : c'était le premier chercheur originaire de l'Allemagne de l'Est qui y entra. En 1994 il fut fait Docteur Honoris Causa à l'Université de Bologne.

## Publications
- Die sāsānidische Herrscherlegitimation und ihre Bedingungen. Dissertation à l'Université Humboldt à Berlin, Philosophische Fakultät, 1963, (de) « Publications de et sur Werner Sundermann », dans le catalogue en ligne de la Bibliothèque nationale allemande (DNB)..
- Lob der Geliebten: Klassische persische Dichtungen. Rütten & Loening, Berlin 1968, (de) « Publications de et sur Werner Sundermann », dans le catalogue en ligne de la Bibliothèque nationale allemande (DNB)..
- Mitteliranische manichäische Texte kirchengeschichtlichen Inhalts (= Schriften zur Geschichte und Kultur des Alten Orients / Berliner Turfantexte. Band 11). Avec un appendix Nicholas Sims-Williams. Akademie Verlag, Berlin 1981, (de) « Publications de et sur Werner Sundermann », dans le catalogue en ligne de la Bibliothèque nationale allemande (DNB)..
- Studien zu Geschichte und Wert historiographischer Traditionen der Manichäer unter besonderer Berücksichtigung der iranischen Überlieferungen. Dissertation B an der Akademie der Wissenschaften der DDR, Berlin 1984.
- Ein manichäisch-soghdisches Parabelbuch. Akademie Verlag, Berlin 1985.
- Kē čihr az yazdān. Zur Titulatur der Sasanidenkönige. In: Archív orientální. Band 56, 1988, S. 338–340.
- Der Sermon von der Seele: ein Literaturwerk des östlichen Manichäismus. Westdeutscher Verlag, Opladen 1991,  (ISBN 3-531-07310-9).
- Der Sermon vom Licht-Nous: eine Lehrschrift des östlichen Manichäismus. Akademie Verlag, Berlin 1992,  (ISBN 3-05-002016-4).
- "An Early Attestation of the Name of the Tajiks" in Wojciech Skalmowski and Alois Van Tongerloo (eds.) Medioiranica: proceedings of the International Colloquium organized by the Katholieke Universiteit Leuven from the 21st to the 23rd of May 1990. (Orientalia Lovaniensia

analecta 48) Leuven: Peeters, 163–173.